# Antigny, Vienne
Antigny är en kommun i departementet Vienne i regionen Nouvelle-Aquitaine i västra Frankrike. Kommunen ligger i kantonen Saint-Savin som tillhör arrondissementet Montmorillon. År 2022 hade Antigny 543 invånare.

## Befolkningsutveckling
Antalet invånare i kommunen Antigny
| Referens: INSEE |